# (5969) Ryuichiro
(5969) Ryuichiro es un asteroide perteneciente al cinturón de asteroides, región del sistema solar que se encuentra entre las órbitas de Marte y Júpiter, más concretamente a la familia de Vesta, descubierto el 17 de marzo de 1991 por Tsutomu Seki desde el Observatorio de Geisei, Geisei, Japón.

## Designación y nombre
Designado provisionalmente como 1991 FT. Fue nombrado Ryuichiro en homenaje a Ryuichiro Goto, nieto de Seizo Goto. Dirige el Laboratorio Óptico Goto y es muy activo en el desarrollo del nuevo planetario y la popularización de la astronomía.

## Características orbitales
Ryuichiro está situado a una distancia media del Sol de 2,322 ua, pudiendo alejarse hasta 2,610 ua y acercarse hasta 2,034 ua. Su excentricidad es 0,124 y la inclinación orbital 7,456 grados. Emplea 1292,87 días en completar una órbita alrededor del Sol.

## Características físicas
La magnitud absoluta de Ryuichiro es 13,6. 